# حيلهم بينهم الصلح خير (برنامج)
حيلهم بينهم الصلح خير هو برنامج تلفزيوني مصري يُبث في رمضان 1433ه/2012م.

## ضيوف الحلقات
- الحلقة 1: علاء مرسي
- الحلقة 2: سعد الصغير
- الحلقة 3: مي سليم
- الحلقة 4: نورا السباعي
- الحلقة 5: محمد الصاوي
- الحلقة 6: سامي العدل
- الحلقة 7: محمد رجب
- الحلقة 8: شيرين
- الحلقة 9: محمد نجاتي
- الحلقة 10: نشوى مصطفى
- الحلقة 11: منة فضالي
- الحلقة 12: خالد الغندور
- الحلقة 13: كارولين خليل
- الحلقة 14: أبو الليف
- الحلقة 15: ايمان السيد
- الحلقة 16: ايهاب فهمي
- الحلقة 17: روجينا
- الحلقة 18: احمد عزمي
- الحلقة 19: دوللي شاهين
- الحلقة 20: وائل علاء
- الحلقة 21: طلعت زكريا
- الحلقة 22: شعبان عبد الرحيم
- الحلقة 23: أحمد صيام
- الحلقة 24: ميمي جمال
- الحلقة 25: عبدالله مشرف
- الحلقة 26: محمد لطفي
- الحلقة 27: ماجد المصري
- الحلقة 28: سعيد طرابيك
- الحلقة 29: سليمان عيد
- الحلقة 30: رجاء الجداوي